# Grande Prêmio de Mônaco de 2004
Resultados do Grande Prêmio de Mônaco de Fórmula 1 realizado em Montecarlo em 23 de maio de 2004. Sexta etapa da temporada, foi vencido pelo italiano Jarno Trulli, da Renault, com Jenson Button em segundo pela BAR-Honda e Rubens Barrichello em terceiro pela Ferrari.

## Resumo
- Primeira pole position e única vitória de Jarno Trulli.
- Único abandono de Michael Schumacher na temporada, quebrando uma sequência de cinco vitórias do alemão desde o início da temporada.
- Olivier Panis largou do pit lane.

## Classificação da prova

### Treino classificatório
| Pos.   | Nº | Piloto               | Equipe           | Tempo    | Diferença | Grid |
| ------ | -- | -------------------- | ---------------- | -------- | --------- | ---- |
| 1      | 7  | Jarno Trulli         | Renault          | 1:13.985 | —         | 1    |
| 2      | 4  | Ralf Schumacher      | Williams-BMW     | 1:14.345 | + 0.360   | 12†  |
| 3      | 9  | Jenson Button        | BAR-Honda        | 1:14.396 | + 0.411   | 2    |
| 4      | 8  | Fernando Alonso      | Renault          | 1:14.408 | + 0.423   | 3    |
| 5      | 1  | Michael Schumacher   | Ferrari          | 1:14.516 | + 0.531   | 4    |
| 6      | 6  | Kimi Räikkönen       | McLaren-Mercedes | 1:14.592 | + 0.607   | 5    |
| 7      | 2  | Rubens Barrichello   | Ferrari          | 1:14.716 | + 0.731   | 6    |
| 8      | 10 | Takuma Sato          | BAR-Honda        | 1:14.827 | + 0.842   | 7    |
| 9      | 5  | David Couthard       | McLaren-Mercedes | 1:14.951 | + 0.966   | 8    |
| 10     | 3  | Juan Pablo Montoya   | Williams-BMW     | 1:15.039 | + 1.054   | 9    |
| 11     | 11 | Giancarlo Fisichella | Sauber-Petronas  | 1:15.352 | + 1.367   | 10   |
| 12     | 14 | Mark Webber          | Jaguar-Cosworth  | 1:15.725 | + 1.740   | 11   |
| 13     | 17 | Olivier Panis        | Toyota           | 1:15.859 | + 1.874   | 13   |
| 14     | 15 | Christian Klien      | Jaguar-Cosworth  | 1:15.919 | + 1.934   | 14   |
| 15     | 16 | Cristiano da Matta   | Toyota           | 1:16.169 | + 2.184   | 15   |
| 16     | 12 | Felipe Massa         | Sauber-Petronas  | 1:16.248 | + 2.263   | 16   |
| 17     | 18 | Nick Heidfeld        | Jordan-Ford      | 1:16.488 | + 2.503   | 17   |
| 18     | 19 | Giorgio Pantano      | Jordan-Ford      | 1:17.443 | + 3.458   | 18   |
| 19     | 21 | Zsolt Baumgartner    | Minardi-Cosworth | 1:20.060 | + 6.075   | 19   |
| 20     | 20 | Gianmaria Bruni      | Minardi-Cosworth | 1:20.115 | + 6.130   | 20   |
| Fonte: |    |                      |                  |          |           |      |

† Ralf Schumacher foi punido com a perda de dez posições por trocar o motor.

### Corrida

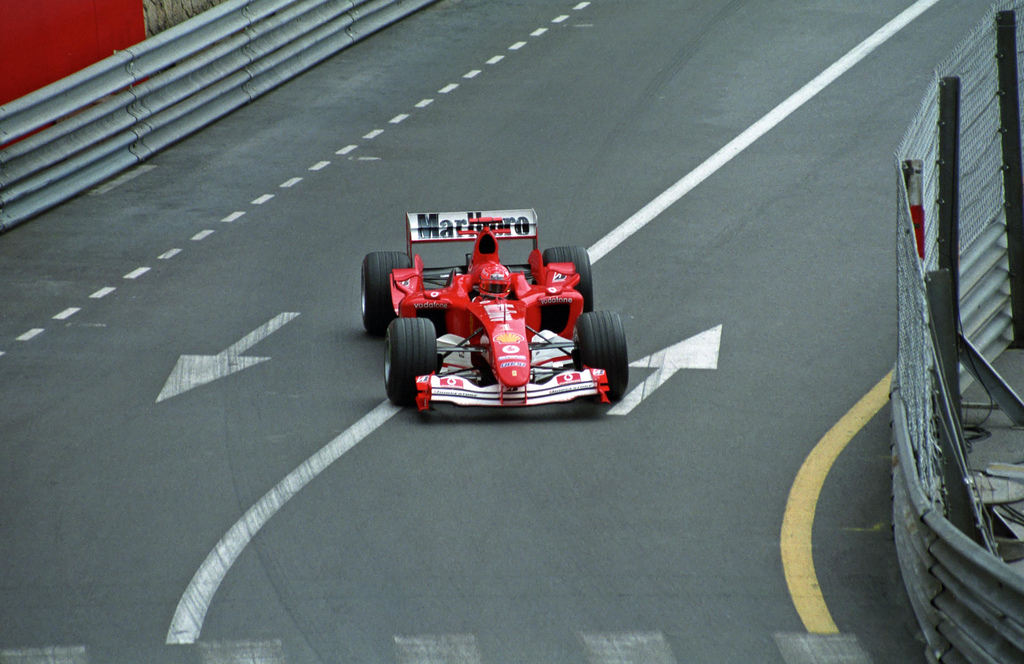
Michael Schumacher abandonou a prova após colidir em Juan Pablo Montoya, com o Safety Car em pista.

| Pos.   | Nº | Piloto               | Equipe           | Voltas | Tempo/Diferença | Grid | Pontos |
| ------ | -- | -------------------- | ---------------- | ------ | --------------- | ---- | ------ |
| 1      | 7  | Jarno Trulli         | Renault          | 77     | 1:45:46.601     | 1    | 10     |
| 2      | 9  | Jenson Button        | BAR-Honda        | 77     | + 0.497         | 2    | 8      |
| 3      | 2  | Rubens Barrichello   | Ferrari          | 77     | + 1:15.766      | 6    | 6      |
| 4      | 3  | Juan Pablo Montoya   | Williams-BMW     | 76     | + 1 volta       | 9    | 5      |
| 5      | 12 | Felipe Massa         | Sauber-Petronas  | 76     | + 1 volta       | 16   | 4      |
| 6      | 16 | Cristiano da Matta   | Toyota           | 76     | + 1 volta       | 15   | 3      |
| 7      | 18 | Nick Heidfeld        | Jordan-Ford      | 75     | + 2 voltas      | 17   | 2      |
| 8      | 17 | Olivier Panis        | Toyota           | 74     | + 3 voltas      | 13   | 1      |
| 9      | 21 | Zsolt Baumgartner    | Minardi-Cosworth | 71     | + 6 voltas      | 19   |        |
| 10     | 4  | Ralf Schumacher      | Williams-BMW     | 69     | Câmbio          | 12   |        |
| Ret    | 1  | Michael Schumacher   | Ferrari          | 45     | Acidente        | 4    |        |
| Ret    | 8  | Fernando Alonso      | Renault          | 41     | Acidente        | 3    |        |
| Ret    | 6  | Kimi Räikkönen       | McLaren-Mercedes | 27     | Pneumático      | 5    |        |
| Ret    | 20 | Gianmaria Bruni      | Minardi-Cosworth | 15     | Câmbio          | 20   |        |
| Ret    | 19 | Giorgio Pantano      | Jordan-Ford      | 12     | Transmissão     | 18   |        |
| Ret    | 14 | Mark Webber          | Jaguar-Cosworth  | 11     | Transmissão     | 11   |        |
| Ret    | 10 | Takuma Sato          | BAR-Honda        | 2      | Motor           | 7    |        |
| Ret    | 5  | David Coulthard      | McLaren-Mercedes | 2      | Acidente        | 8    |        |
| Ret    | 11 | Giancarlo Fisichella | Sauber-Petronas  | 2      | Acidente        | 10   |        |
| Ret    | 15 | Christian Klien      | Jaguar-Cosworth  | 0      | Acidente        | 14   |        |
| Fonte: |    |                      |                  |        |                 |      |        |

## Tabela do campeonato após a corrida
| Pos.   | Var.    | Piloto             | Pontos |
| ------ | ------- | ------------------ | ------ |
| 1      | Estável | Michael Schumacher | 50     |
| 2      | Estável | Rubens Barrichello | 38     |
| 3      | Estável | Jenson Button      | 32     |
| 4      | Estável | Jarno Trulli       | 31     |
| 5      | 1       | Juan Pablo Montoya | 23     |
| Fonte: |         |                    |        |

| Pos.   | Var.    | Construtor      | Pontos |
| ------ | ------- | --------------- | ------ |
| 1      | Estável | Ferrari         | 88     |
| 2      | Estável | Renault         | 52     |
| 3      | Estável | BAR–Honda       | 40     |
| 4      | Estável | Williams–BMW    | 35     |
| 5      | 1       | Sauber–Petronas | 7      |
| Fonte: |         |                 |        |

- Nota: Somente as primeiras cinco posições estão listadas.